# 卡爾·菲利普·施瓦岑貝格

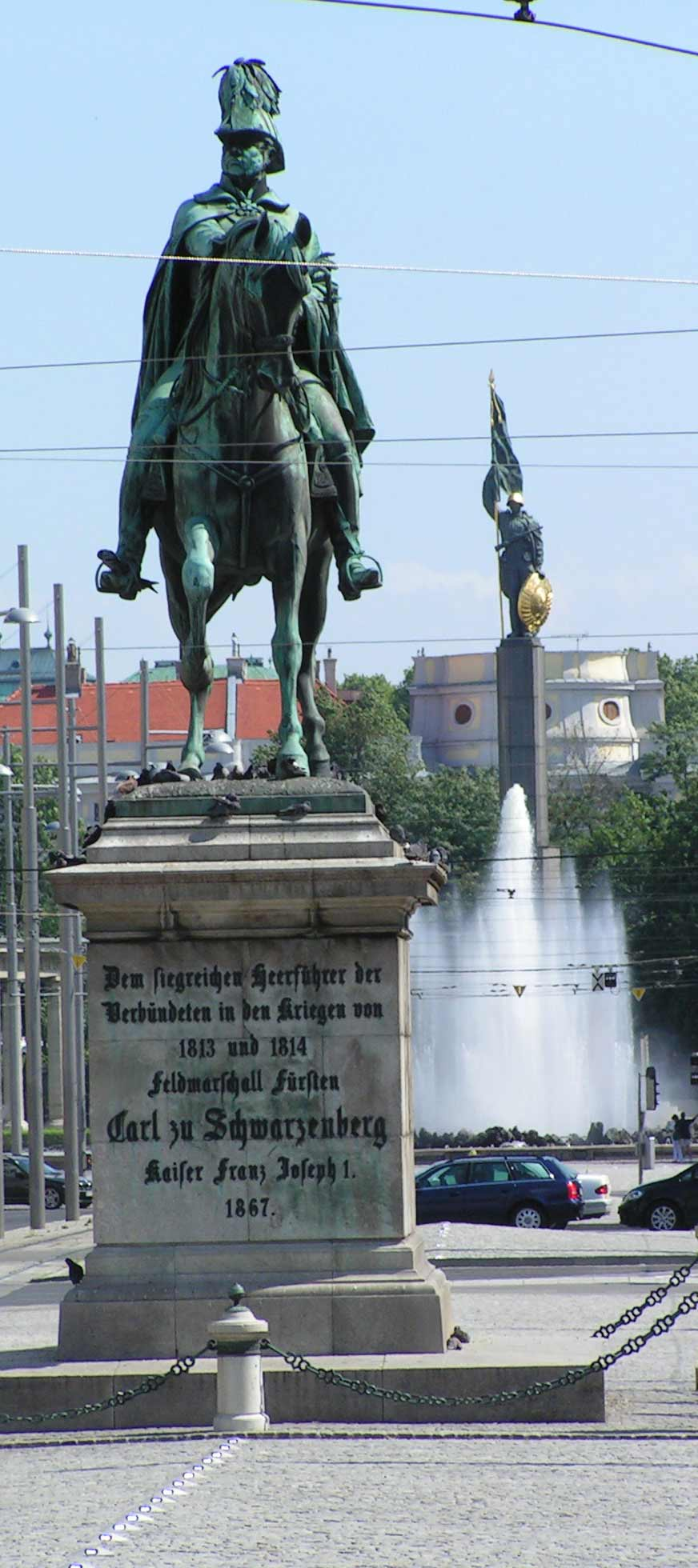
在维也纳的施瓦岑贝格纪念碑

施瓦岑贝格亲王卡尔·菲利普（德語：Karl Philipp Fürst zu Schwarzenberg，1771年4月18日—1820年10月15日），是奥地利陆军元帅和外交家。他出身于显赫的施瓦岑貝格家族，并在德意志解放战争中大放异彩。他參加了对抗拿破仑的瓦格拉姆战役（1809年），但奧地利军队在與拿破崙的战争中失利。作为盟友，奧地利被迫參與俄法战争，他不得不在1812年的戈羅德奇諾戰役中為拿破崙作戰並獲勝。他指揮了在1813年的萊比錫戰役，決定性地擊敗拿破崙的军队。次年，他參加了迫使拿破崙退位的巴黎戰役。

## 生涯
卡尔·菲利普生于维也纳，哈布斯堡帝国的贵族世家出身，父亲约翰·内波穆克·安东·施瓦岑贝格，母亲厄廷根-瓦勒施泰因（Oettingen-Wallerstein）的玛丽·埃莱奥诺蕾女伯爵。
卡尔·菲利普1787年加入奥地利陆军，1788年进入帝国骑兵队，在弗朗茨·莫里茨·冯·拉西伯爵陆军元帅和恩斯特·吉迪恩·冯·劳东男爵陆军元帅指挥的对土耳其戰爭，他表现英勇，1792年晋升为少校。在1793年第一次反法聯盟戰爭，他担任科堡的约西亚斯亲王先进卫队陆军指挥，在12个英国中队支持下，1794年在卡托-康布雷齐（Le Cateau-Cambresis）击败法国整个兵团，炸死炸伤3000人，并俘获敌人的32枝枪。他立即被授于玛丽娅·特蕾西娅十字勋章。
1796年升為少將，1800年霍恩林登战役被法军击败。1804年，受封施瓦岑贝格亲王，1805年升為奧地利皇家軍事委員會副主席，1809年获金羊毛骑士勋章，1810年出任駐法大使。
1813年，當奧地利經過多次猶豫，站在同盟國的一邊對抗拿破崙時，剛剛晉升為大元帅的施瓦岑貝格被任命為波希米亞联军的總司令。因此，他是領導1813-1814年戰役的反法盟軍將軍中的高級將領。在他的指揮下，聯軍在8月26日至27日的德累斯頓戰役中遭到拿破崙的重創，並被趕回了波希米亞。然而他的軍隊在第二次庫爾姆戰役（1813年9月17日）中擊敗了追擊的法軍。重返戰場後，他再次率領盟軍北上，在10月16日至18日的萊比錫戰役中决定性地战胜拿破崙發揮了重要作用。在 1814 年入侵法國期間，他通過瑞士進攻，並於1814年2月27日在奧布河畔阿爾西戰役中擊敗了一支法國軍隊。他在巴黎戰役後於 3 月 31 日占領了法國首都，这導致拿破崙被推翻。
第二年，在拿破崙逃離厄爾巴島並重新獲得法國王位的百日期間，在隨後的敵對行動中，施瓦岑貝格指揮了上萊茵軍團（一支約 25 萬人的奧地利聯軍）。但不久之後，在失去了他深深依戀的妹妹卡羅琳之後，他病倒了。 1817 年中風使他殘疾，1820 年，當他重訪萊比錫時再次中風。他於 10 月 15 日在那裡去世。

## 家庭
- 长子弗里德里希亲王（1800-1870），曾作为一名冒险军人生涯，并形容他的漫游和战役中的几个有趣的作品，其中最著名的是他的Wanderungen eines Lanzknechtes（1844年至1845年）。
- 次子卡尔二世·菲利普（Karl II Philipp，1802-1858），官至步兵上将（Feldzeugmeister）。
- 三子埃德蒙·利奥波德·弗里德里希（Edmund Leopold Friedrich，1803-1873），奥地利陆军元帅。
- 侄子费利克斯王子 (施瓦岑贝格)，奥地利政治家，首相（1848～1852）。
- 侄子弗里德里希·约翰·约瑟夫·塞莱斯廷（Friedrich Johann Josef Coelestin，1809-1885），是一名红衣主教，教皇和奥地利历史的著名人物，他继承波希米亚Orlík城堡，捷克斯洛伐克成立后成为其公民，会说捷克语。
- 目前家族之主卡雷尔·施瓦岑贝格（Karel VII Schwarzenberg，1937-） 捷克斯洛伐克1948年至1989年共产党统治时期生活在国外（瑞士公民），支持捷克斯洛伐克政治流亡家，在80年代任国际赫尔辛基人权联合会主席。天鹅绒革命后他回到捷克，1990-1992年担任瓦茨拉夫·哈维尔总统内阁的总理，2004年当选捷克共和国参议院议员，2007年他担任第六届捷克共和国外交部长。